# 마르코스 세네시
마르코스 니콜라스 세네시 바론(스페인어: Marcos Nicolás Senesi Barón, 1997년 5월 10일 ~ )는 아르헨티나의 축구 선수이다. 그의 포지션은 수비수로, 현재 잉글랜드 프리미어리그의 본머스에서 활약하고 있다.

## 클럽 경력

### 산로렌소
2016년 9월 25일, 세네시는 파트로나토와의 아르헨티나 프리메라 디비시온 경기에서 선발로 출전하며 산로렌소 데뷔전을 치렀다. 2017년 9월 16일, 그는 1-0으로 이긴 아르세날 데 사란디와의 경기에서 클럽에서의 첫 골이자 유일한 골을 기록했다.

### 페예노르트
2019년 9월 2일, 세네시는 네덜란드의 축구 클럽 페예노르트와 4년 계약을 맺었다. 2019년 11월 10일, 그는 RKC 발베이크와의 경기에서 85분 프리킥 상황에서 크로스를 받아 헤딩 역전골을 넣어 3-2 승리를 견인했다.

### 본머스
2022년 8월 8일, 세네시는 비공개 이적료에 프리미어리그의 AFC 본머스와 4년 계약을 맺었다.

## 국가대표팀 경력
아르헨티나에서 태어난 세네시는 이탈리아 혈통이다. 그는 2022년 6월 2022년 피날리시마 대회에서 이탈리아와 맞붙을 예정인 아르헨티나 축구 국가대표팀의 예비 엔트리에 포함됐다. 이탈리아 대표팀도 그를 원했지만 최종적으로 아르헨티나 축구 국가대표팀을 선택했고, 2022년 6월 5일 에스토니아와의 친선 경기에서 데뷔전을 치렀다.

## 수상 내역
페예노르트
- UEFA 유로파컨퍼런스리그 준우승: 2021–22[6]

개인
- 에레디비시 올해의 골: 2020–21[7]